# 1:54 (phim)
1:54 là một phim Canada năm 2016 được đạo diễn bởi Yan England. Diễn viên Antoine-Olivier Pilon, Lou-Pascal Tremblay và Sophie Nélisse, nó cũng có vai trò của David Boutin, Patrice Godin, Robert Naylor và Anthony Therrien. Bộ phim ra mắt trên màn ảnh rộng hơn vào ngày 13 tháng 10 năm 2016 đã khắc phục hiện tượng bắt nạt trong trường học.

## Nội dung
1:54, một bộ phim kinh dị tâm lý / xã hội, kể về Tim, một học sinh nhút nhát 16 tuổi (do Antoine-Olivier Pilon thủ vai), người đã bị bắt nạt ở trường và dường như không ngăn chặn sự đe dọa và đe dọa trong 5 năm qua bởi một số bạn học của anh ta và đặc biệt là dưới bàn tay của kẻ bắt nạt trong trường học Jeff Roy (do Lou-Pascal Tremblay thủ vai). Tim sống với cha mình (do David Boutin thủ vai) sau cái chết sớm của mẹ mình, không thể tâm sự với chính cha mình mặc cho những nỗ lực sau này để tìm ra điểm mấu chốt của con trai mình.
Tình hình của Tim càng trở nên bấp bênh hơn khi anh học lớp 11, vì tình bạn tiếp tục với bạn cùng lớp là Francis (do Robert Naylor thủ vai), một thanh niên đồng tính và vấn đề tình dục của Tim và sự say mê ngày càng tăng của anh với Francis, mặc dù Tim không muốn công khai về nó Tim không muốn đến gặp các nhà chức trách của trường vì anh ta "không phải là người khó chịu", nhưng tìm thấy niềm an ủi trong tình bạn của Jennifer (do Sophie Nélisse thủ vai), một người bạn học làm cho Tim đau lòng. Sau cuộc ra đi kịch tính của Francis và hành vi thất thường của Tim cách xa anh ta ít nhất là công khai với anh ta vì sợ bị lộ, Francis tự tử bất chấp lời cầu xin của Tim.
Người xem dần biết rằng Tim từng là một ngôi sao chạy bộ nhưng đã dừng lại một vài năm trước khi mẹ anh qua đời. Ông Sullivan (do Patrice Godin thủ vai), huấn luyện viên của đội điều hành trường, đang cố gắng hết sức để Tim quay lại đua xe, và cuối cùng Tim quyết định làm điều đó - chủ yếu vì ông coi đó là cơ hội của mình để có được ngay cả với Jeff. Di chuyển của anh ấy để tham gia "Les Coriaces" một câu lạc bộ thể thao cho tham vọng duy nhất đủ điều kiện cho các Quốc gia cho sự kiện chạy 800 m, đặc sản của người hành hạ và vận động viên ngôi sao của trường Jeff. Đây là cách của Tim ngay cả với Jeff vì tất cả những đau khổ mà Jeff đã gây ra. Tiêu đề 1:54 là thời gian Tim phải thực hiện chạy 800 m để đủ điều kiện cho Quốc gia cho khoảng cách.
Vấn đề trở nên tồi tệ nhất là trong một khoảnh khắc yếu đuối sau một bữa tiệc sôi nổi ở trường, Tim say sưa với rượu tham gia vào một cuộc gặp gỡ tình dục đồng tính thông thường với Jeff quay toàn bộ sự việc trên thiết bị di động của mình. Khi Tim bắt kịp thời gian 1:54 của Jeff khi chạy, Jeff lần đầu tiên tống tiền Tim bằng cách xuất bản các đoạn phim trên phương tiện truyền thông xã hội trong trường hợp Tim tiếp tục với kế hoạch đánh cắp vị trí của Jeff trong vòng loại. Trong lần chạy cuối cùng, một Jeff tuyệt vọng và đầy thù hận trước tiên đe dọa Tim và sau đó trong một động thái tuyệt vọng khi thấy sự khăng khăng của Tim trong cuộc đua, hướng dẫn bạn của anh xuất bản đoạn phim trực tuyến. Tim phải đối mặt với cuộc đi chơi đau đớn và sự xấu hổ nơi công cộng, tìm thấy sự hỗ trợ từ cha mình đối với khả năng tình dục và đi chơi của con trai. Người cha cũng cầu xin hội đồng trường ngăn chặn Jeff và sắp xếp cho con trai mình kết thúc năm học thông qua việc học tại nhà với sự giúp đỡ từ trường học và giáo viên. Nhưng đã quá muộn, vì Tim đã chuẩn bị một quả bom tạm thời để làm nổ tung bữa tiệc mừng của Jeff sau chiến thắng và đủ điều kiện cho Quốc gia. Anh ấy cũng đã phát hành một đoạn video trên trang trực tuyến của mình giải thích lý do tại sao anh ấy tham gia vào hành động cuối cùng này. Tim đã phát triển kỹ năng chế tạo bom thông qua các thí nghiệm hóa học mà anh đã thực hiện để chuẩn bị cho một dự án phòng thí nghiệm chung trước đó với người bạn đã mất của mình, ông Francis. Trong giây phút hối hận cuối cùng của mình về khả năng gây ra sự tàn phá và hỗn loạn lớn, anh ta cố gắng gỡ bỏ quả bom mà anh ta đã đặt, nhưng tự chết khi quả bom phát nổ trong tay. Cảnh cuối cho thấy phản ứng của nhiều người biết Tim và không thể làm gì, với người bạn của Jeff - chứ không phải chính Jeff - trong tâm trạng hối hận khi cố gắng biện minh hoặc tự bào chữa cho mình bằng cách nói rằng hành động của anh ta có nghĩa là "chỉ là một nói đùa ".

## Diễn biến
Bộ phim được giới thiệu ở Quebec City Film Festival 2016 với bộ phim giành giải thưởng "Phim sinh viên hay nhất" và ngôi sao của bộ phim Antoine-Olivier Pilon, giải thưởng dành cho "Diễn viên xuất sắc nhất" trong liên hoan phim. Nó cũng được giới thiệu trong Liên hoan phim quốc tế Busan tại Hàn Quốc, phiên bản thứ 9 của Festival du film francophone d'ngoulême ở Pháp (23-28 tháng 8 năm 2016) và lần thứ 31 Festival International du Film Francophone de Namur tại Bỉ (30 tháng 9 đến 6 tháng 10 năm 2016).
Bộ phim là bộ phim dài đầu tay của nước Anh, sau bộ phim ngắn của anh ấy Henry, đã vào chung kết trong Giải thưởng Hàn lâm lần thứ 85 cho hạng mục Best Live Action Short Film.
Buổi chiếu của Liên hoan phim Thành phố Quebec được tổ chức tại Palais Montcalm vào ngày 23 tháng 9 năm 2016 có sự tham gia của Thủ tướng Quebec Philippe Couillard, một số bộ trưởng chính phủ và Thành phố Quebec thị trưởng Régis Labeaume.
Bộ phim đã thúc đẩy thảo luận rộng rãi hơn ở các trường học ở Canada với yêu cầu chiếu phim ở nhiều trường khác nhau để khuyến khích các cuộc thảo luận mở và nhận thức rộng rãi hơn về các vấn đề quan trọng mà bộ phim giải quyết như tính cạnh tranh trong thể thao trẻ và đối thủ giữa các vận động viên, bắt nạt, thể chất bạo lực, lạm dụng bằng lời nói và đe dọa trong trường học, khuynh hướng tình dục giữa thanh thiếu niên và thiếu niên đồng tính luyến ái, công khai nắm tay, shaming trực tuyến, thanh niên tự tử, tẩy chay, tống tiền, từ chối, sỉ nhục, tuyệt vọng, báo thù và xử lý đau buồn. Tại 19 Prix Iris, Pilon đã được đề cử Nam diễn viên xuất sắc nhất và 1:54 được đề cử cho Giải thưởng Công cộng. Nó đã giành giải thưởng Công cộng, được lựa chọn bởi phiếu bầu của người xem.

## Diễn viên
- Antoine-Olivier Pilon vai Tim
- Sophie Nélisse	vai Jennifer
- Lou-Pascal Tremblay vai	Jeff
- David Boutin vai Pierre
- Patrice Godin vai M. Sullivan
- Robert Naylor vai Francis
- Anthony Therrien vai Patrick
- Guillaume Gauthier vai David
- Irdens Exantus vai Fred
- Karl-Antoine Suprice vai Sydney
- Laurie-Jade Rochon vai Zoé
- Benoit Finley vai giám sát viên
- Renée Cossette vai hiệu trưởng Mathieu
- Émile Mailhiot vai giáo viên thể dục
- Ariane Jeudy vai Isabelle
- Hudson Leblanc vai Tim nhỏ
- Louis-Julien Durso vai Jeff nhỏ
- Justine Le vai một cô bé 13 tuổi
- Gabrielle Shulman vai một cô bé 13 tuổi
- Francis Tremblay vai một cậu bé tiệc tùng
- Jasmina Parent vai một nhóm
- Louis-Olivier Maufette	vai điều tra viên Bérubé
- Richard Champagne vai cảnh sát